# Pacet
Pacet est une ville indonésienne située dans la province de Java occidental. En 2005, Pacet comptait une population de 328 300 habitants.